# X (2023年公司)
X公司（英語：X Corp.）是由埃隆·馬斯克於2023年成立的美國科技公司，它是Twitter公司的繼承者。X公司是馬斯克全資擁有的公司，而該公司旗下擁有X（前身为Twitter）社群網路，並計劃將其作為其他產品的基礎。

## 歷史

### 概念化和計劃（2022年—2023年）
2022年4月，根據向美國證券交易委員會提交的文件顯示，馬斯克在特拉華州以X Holdings的名義成立了三個公司實體。文件顯示其中一個實體將與推特進行合併，而另一個實體則將成為新合併公司的母公司。第三個實體將協助接受多家大型銀行提供的130億美元貸款，以收購推特。「X」這個名字可以追溯到X.com，一家由馬斯克於1999年共同創立的在線銀行。在2001年6月，X.com更名為PayPal。在2012年8月，馬斯克考慮為特斯拉和SpaceX組建一家名為「X」的控股公司 。2017年7月，馬斯克從PayPal重新收購了X.com域名，金額未公開。馬斯克在2020年12月回覆一位推特用戶時，再次表示對名為「X」的名字支持，該用戶再次呼籲馬斯克以該名字組建一家新的控股公司，儘管他否認了X收購其業務的想法。
2022年10月，馬斯克在推特上表示收購推特是「創建X這個一切應用程序的促進劑」，強化了X的概念。根據馬斯克的說法，推特將加快X的創建速度，縮短時間範圍為「3到5年」。在2022年5月，馬斯克在一個播客中表示對創建類似於微信的應用程序感興趣，該應用程序結合了中國的即時通訊、社交媒體和移動支付功能。6月份，馬斯克告訴推特員工，推特是一個「數字城鎮廣場」，應該像微信一樣無所不包。在2023年3月的摩根士丹利會議上，馬斯克再次將X吹捧為潛在的「世界上最大的金融機構」。2022年10月27日，馬斯克以440億美元收購了推特，並隨後擔任其首席執行官。

### 成立（2023年至今）

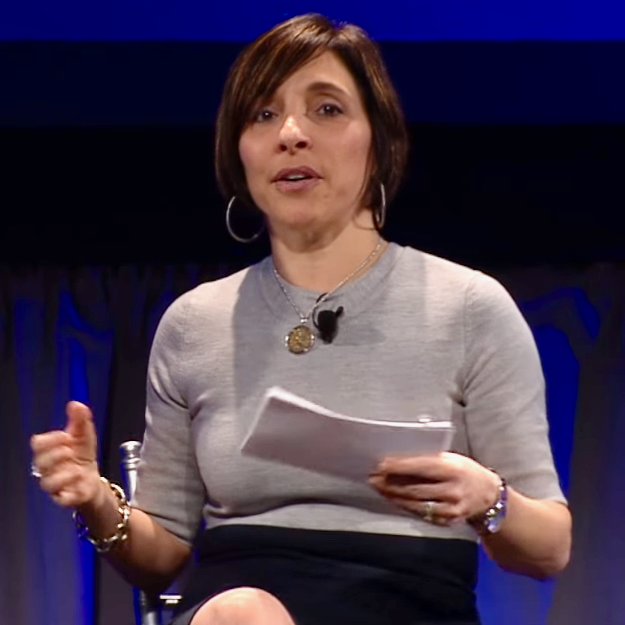
2014年的琳達·雅克里諾

2023年3月，馬斯克在內華達州註冊了X公司，同日也註冊了人工智能公司X.AI。稍後在同一個月，馬斯克申請將X Holdings I與X Holdings Corp.合併，並將推特與X公司合併。根據文件，馬斯克透露X Holdings Corp.擁有200萬美元的資本，並成為X公司的母公司。同月，馬斯克在一封全公司電子郵件中宣布，推特員工將獲得X公司的股票。
2023年4月，右翼政治活動家勞拉·盧默對推特及其前首席執行官傑克·多西提起訴訟。在法庭文件中，推特通知法院，它已併入位於卡森的內華達州公司X公司。同時，美國佛羅里達南區聯邦地區法院也提出了類似的申請。
2023年5月11日，馬斯克在推特上宣布已经找到了推特和X公司的首席执行官的继任者。次日，也就是5月12日，他任命琳達·雅克里諾为新任首席执行官，并补充说她将主要负责业务运营，而他自己将专注于产品设计和新技术。根据马斯克的表态，他将转变角色担任执行董事长兼首席技术官。琳達·雅克里諾于2023年6月5日接替马斯克的职位。
富達投資在2023年6月估計該公司的價值為150億美元。
2024年7月16日，馬斯克宣佈將會把X公司的總部從加州舊金山遷至德州，原因是他不滿加州州長加文·纽森簽署的一項禁止校區要求教職員把學生改變性別認同的要求通知父母的法案。2024年8月29日，X公司向員工發出公告，原位於舊金山的總部將於9月13日關閉，在該處的員工將搬到聖荷西或帕羅奧圖的辦公室工作，X公司的新總部則將遷至德州奧斯汀。
根據加州法院文件，X公司的總部已於2024年9月遷至德州巴斯特羅普。
2025年3月28日，馬斯克旗下另一家公司xAI收購了X公司。
2025年7月9日，時任執行長雅克里諾請辭。

### 引文
1. ↑  Brown, Ryan. . CNBC. April 13, 2023  [2023-04-13]. （原始内容存档于2023-04-13）.
2. ↑  Pahwa, Nitish; Joseph Stern, Mark. . Slate. April 10, 2023  [April 11, 2023]. （原始内容存档于April 18, 2023）.
3. ↑  . Reuters. August 31, 2012  [April 11, 2023]. （原始内容存档于April 12, 2023）.
4. ↑  Huang, Echo. . Quartz. July 11, 2017  [April 11, 2023]. （原始内容存档于April 12, 2023）.
5. ↑  O'Kane, Sean. . Bloomberg News. April 21, 2022  [April 11, 2023]. （原始内容存档于April 16, 2023）.
6. ↑  Huang, Kalley. . The New York Times. October 6, 2022  [April 11, 2023]. （原始内容存档于April 10, 2023）.
7. ↑  Isaac, Mike. . The New York Times. June 16, 2022  [April 11, 2023]. （原始内容存档于January 14, 2023）.
8. ↑  Saul, Derek. . Forbes. March 7, 2023  [April 11, 2023]. （原始内容存档于April 12, 2023）.
9. ↑  Conger, Kate; Hirsch, Lauren. . The New York Times. October 27, 2022  [April 11, 2023]. （原始内容存档于October 29, 2022）.
10. ↑  Peters, Jay; Roth, Emma. . The Verge. April 14, 2023  [April 14, 2023]. （原始内容存档于April 14, 2023）.
11. ↑  Feeley, Jef. . The Irish Times.   [April 11, 2023]. （原始内容存档于2024-03-20）.
12. ↑  Conger, Kate; Mac, Ryan. . The New York Times. March 26, 2023  [April 11, 2023]. （原始内容存档于April 11, 2023）.
13. ↑  Gaus, Annie. . The San Francisco Standard. April 11, 2023  [April 11, 2023]. （原始内容存档于April 11, 2023）.
14. ↑  Roth, Emma. . The Verge. May 12, 2023  [May 12, 2023]. （原始内容存档于May 12, 2023）.
15. ↑  Spangler, Todd. . Variety. May 12, 2023  [2023-07-15]. （原始内容存档于2023-07-28）.
16. ↑  Frier, Sarah. . Bloomberg News. June 5, 2023  [2023-07-15]. （原始内容存档于2023-06-26）.
17. ↑  Ryan Mac; Tiffany Hsu. . The New York TImes. June 5, 2023  [2023-07-15]. （原始内容存档于2023-10-19）.
18. ↑  . 星島日報（美國版）. 2024-07-17  [2024-08-30]. （原始内容存档于2024-09-16） （中文）.
19. ↑  . 中央社. 2024-08-30  [2024-08-30]. （原始内容存档于2024-09-21） （中文（臺灣））.
20. ↑  Sechler, Bob; Sayers, Justin. . KXAN. 2024-09-19  [2024-09-25]. （原始内容存档于2024-10-07）.
21. ↑  Jamali, Lily. . BBC Home. 2025-03-28  [2025-03-29].
22. ↑  中央通訊社. . 中央社 CNA. 2025-07-10  [2025-07-14] （中文（臺灣））.
23. ↑  鄭惟仁. . 公視新聞網 PNN. 2025-07-10  [2025-07-14] （中文（繁體））.